# 德累斯顿足球博物馆

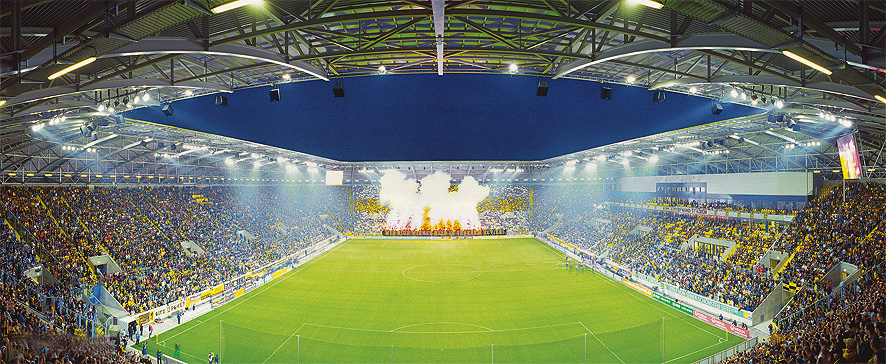
鲁道夫·哈比希体育场

德累斯顿足球博物馆（Dresdner Fußballmuseum）是德累斯顿的一个博物馆，收集和展示当地足球历史的物品。

## 历史
2006年5月，延斯·根施马尔（Jens Genschmar）在内新城靠近新城市场广场（Neustädter Markt）的主街（Hauptstraße）青年图书馆旧址创办德累斯顿足球博物馆。2010年底被迫关闭。该建筑于2011年1月被拆除。2011年11月，足球博物馆在鲁道夫·哈比希体育场（Rudolf Harbig Stadium）获得了新的馆址，这里是德累斯顿迪纳摩队的主场，位于皮尔纳郊区（Pirnaische Vorstadt）的莱内街（Lennéstraße）。

## 收藏与展览
这里收藏20个国家的10000多件足球主题的物品，其中包括门票、约4000本课程手册、照片、证书、行业杂志、三角旗、球衣、海报、奖杯、旗帜和胸章。  它们属于博物馆馆长、市议会议员延斯·根施马尔（Jens Genschmar）的私人收藏。展出的有理查德·霍夫曼庄园的国家队球衣，1933年之前唯一幸存的DFB球衣，赖因哈德·黑夫纳（Reinhard Häfner）在1976年夏季奥运会上赢得的金牌，以及1953年德累斯顿迪纳摩的第一张大师证书。

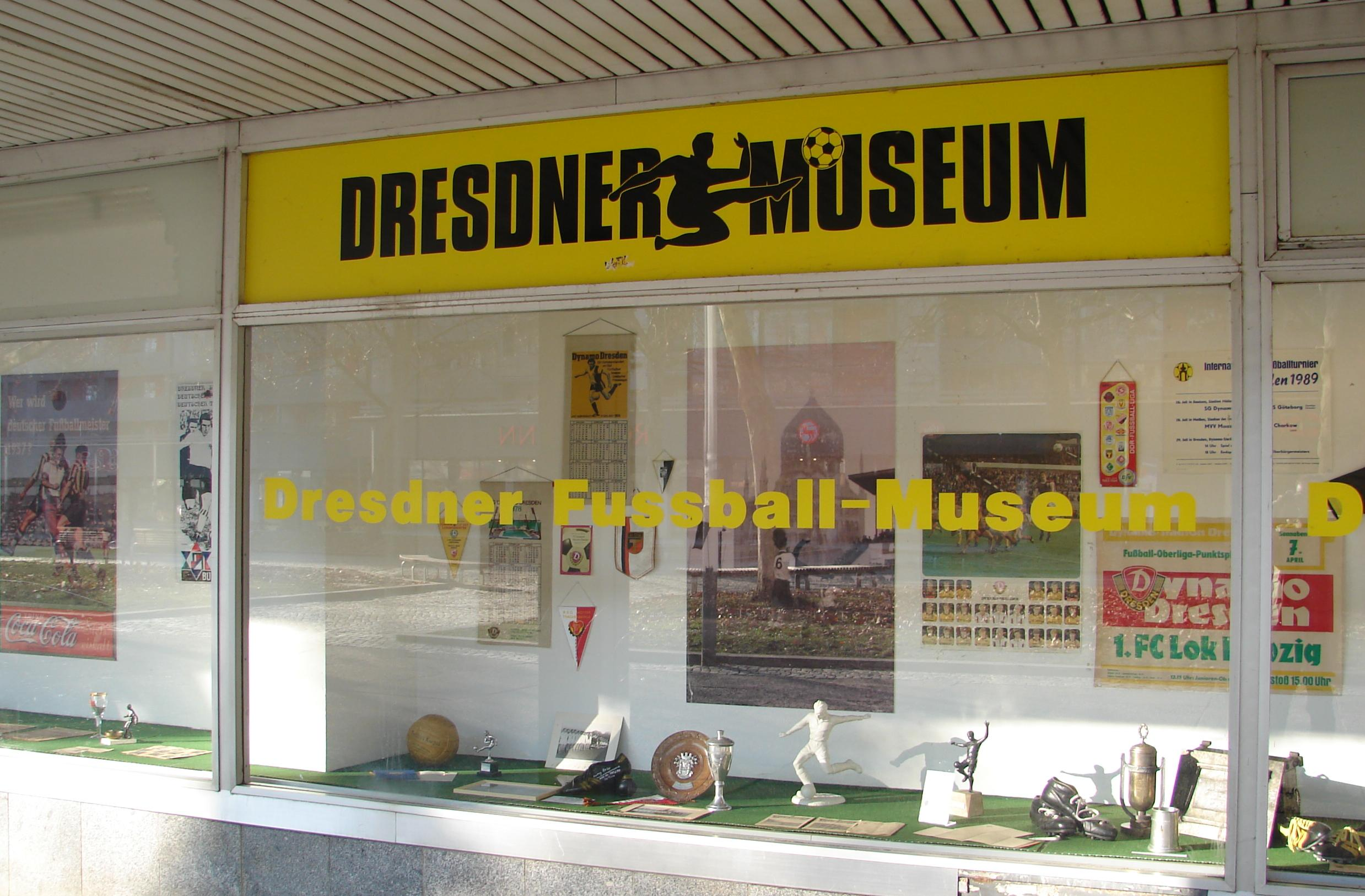